# Лаки (община Виница)
Лаки (макед. Лаки) — село в Республике Македония, входит в общину Виница.
Село расположено на склоне горного массива Плачковица, к юго-востоку от административного центра общины — города Виница, на автодороге из Виницы в Берово. Высота над уровнем моря — 826 м.
Население села на 2002 год — 314 человек, все македонцы.

## История
В XIX веке Лаки были заселены болгарами (македонцами), в 1900 году здесь проживало 600 болгар, все — христиане. В 1905 году 640 жителей села были прихожанами церкви Болгарской екзархии, в селе была школа.